# Maison Gaudin
La maison Gaudin est une maison construite par l'architecte Georges Biet en 1899 à Nancy, au 97 rue Charles-III, pour le négociant en cuir Alphonse Gaudin. Cet édifice est l'une des premières manifestations du courant Art nouveau de l'École de Nancy.

## Travail de Grüber

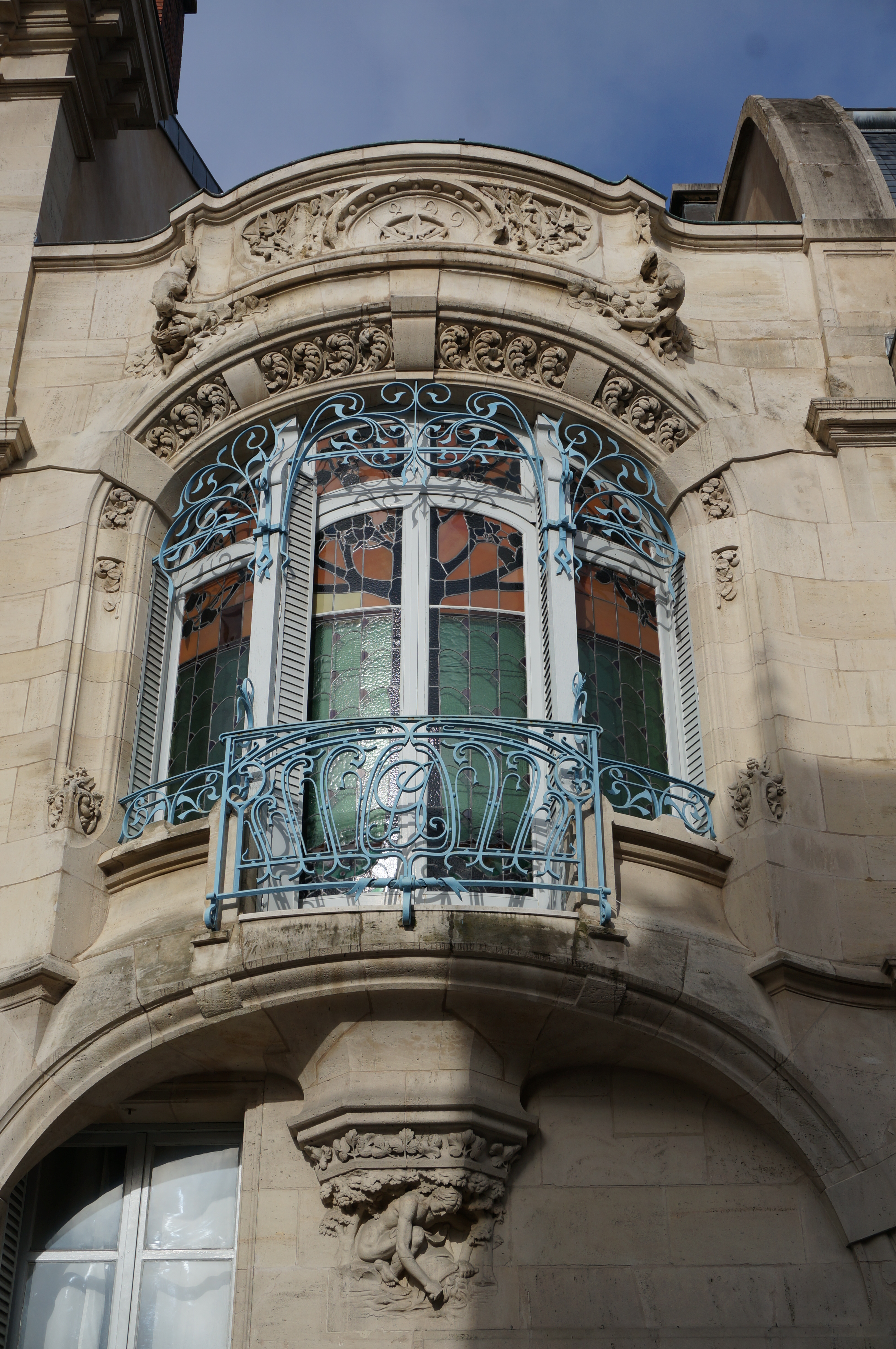
Le Tulipier et les trois sculptures qui entourent la fenêtre.

Le maître-verrier Jacques Grüber a réalisé pour cet édifice son premier vitrail connu, une verrière sur rue intitulée Le Tulipier. Dans la même pièce se trouve une autre de ses réalisations, Voyage au bord d'un lac, pour une cheminée de l'ébéniste Georges Léon Schwartz.

## Protection au titre des monuments historiques
Les façades et toitures sur rue de la maison Gaudin ont été inscrites au titre des monuments historiques par un arrêté du 26 mai 1977. Cet arrêté a été annulé par celui du 4 mai 1994, inscrivant le bâtiment dans son intégralité. Enfin, certaines de ses parties, les façades et toitures du corps de bâtiment, ainsi que les trois pièces à décor intérieur caractéristique, ont été classées par un arrêté du 28 novembre 1996.